# Pusztadobos
Pusztadobos község Szabolcs-Szatmár-Bereg vármegyében, a Vásárosnaményi járásban.

## Fekvése
A Nyírség északkeleti részén fekszik, Vásárosnaménytól 11, Nyírmadától 3, a megyeszékhely Nyíregyházától 40 kilométerre.
A közvetlen szomszédos települések: észak felől Perényitanya (Vásárosnamény különálló városrésze), északkelet felől Vásárosnamény, kelet felől Nagydobos, délkelet felől Nyírparasznya, délnyugat felől Vaja, nyugat felől pedig Nyírmada.

### Megközelítése
Legfontosabb közúti megközelítési útvonala a 4106-os út, ezen érhető el Nyírmada és Nyírparasznya felől is. Az ország távolabbi részei felől a legegyszerűbben a 41-es főútről érhető el, mely a belterületének északnyugati széle mellett húzódik. Külterületein keleten áthalad még az M3-as autópálya is, de annak sem csomópontja, sem pihenőhelye nincs a határai között.
A hazai vasútvonalak közül épp, hogy csak érinti a határszélét északon a MÁB 116-os számú Nyíregyháza–Vásárosnamény-vasútvonala, de annak ugyancsak nincs megállási pontja a község határai köz; a legközelebbi vasúti csatlakozási lehetőséget így Nyírmada vasútállomás kínálja, mintegy 2 kilométerre északnyugatra.

## Története
Pusztadobos történelmének szálai erősen összefonódnak a szomszédos Nagydobos történelmével.
A két település közötti névalakban a ´(Nagy) Dobos -névben a nagy csak mint megkülönböztetés volt (a nagyobbik Dobos és Várasdobos között).
Pusztadobos is a megye honfoglalás után legkorábban kialakuló települései közül való, s az itt húzódó védővonal része volt Nagydobossal együtt. Lakói valószínű gyepűőrök voltak, akik dobolással adtak hírt egymásnak a közelgő ellenségről.
A 13. század végén a Hontpázmány nemzetség birtokai között találjuk.
1294 és 1308 között három ízben folyik osztozkodás a Hontpázmány  és az Aba nemzetségbeliek között, az Aba nembeliek ugyanis jogos leánynegyedüket szerették volna megkapni.
1296-ban tűnik fel  Várasdobos, a mai Pusztadobos mint hely (locus Warosdobos néven), tehát még lakói nem voltak.
Ugyancsak ekkor említik a Hontpázmány nemzetség itteni egykori lakóhelyét Kokad várát is (castrum KOKOTH néven).
A vár körül fekvő Ny-ra eső terület Várasdobos valószínű csak később népesedett be.
1393-ban azonban már Nagydobossal egyenlő rangú faluként jegyzik.
Ide vonultak vissza a régi tulajdonosok is, mivel Nagydobosnak 1317-ben már a Perényiek az urai.
A Kokot-vár egy erődítmény volt, s valószínűleg a Hontpázmányok itteni ága lakta.
Nevét egykori tulajdonosáról, építőjéről kapta.
1609-ben már puszta, innen ered későbbi Pusztadobos elnevezése is.
A 17. században tulajdonosai nagy részben Bay István és Vay Péter
Az 1870-es években a Jármyak építenek itt kúriát.
1970-től a szomszédos Nyírmadával közös tanácsú községet alkot 1990-ig.
Mai lakói jórészt a mezőgazdaságból élnek. Híres volt a település almatermesztése is.

## Közélete

### Polgármesterei
- 1990–1994: Burics Sándor (KDNP)[3]
- 1994–1998: Bíró Györgyné (független)[4]
- 1998–2002: Bíró Györgyné (független)[5]
- 2002–2006: Bíró Györgyné (független)[6]
- 2006–2010: Bíró Györgyné (független)[7]
- 2010–2014: Dani Attila (független)[8]
- 2014–2019: Dani Attila (Fidesz-KDNP)[9]
- 2019–2024: Dani Attila (Fidesz-KDNP)[10]
- 2024– : Dani Attila (Fidesz-KDNP)[1]

## Népesség
A település népességének változása:
| Lakosok száma | 1455 | 1473 | 1535 | 1538 | 1395 | 1410 | 1352 |
|               | 2013 | 2014 | 2015 | 2021 | 2022 | 2023 | 2024 |

2001-ben a település lakosságának 92%-a magyar, 8%-a cigány nemzetiségűnek vallotta magát.
A 2011-es népszámlálás során a lakosok 91,9%-a magyarnak, 20,3% cigánynak, 0,3% ukránnak mondta magát (8,1% nem nyilatkozott; a kettős identitások miatt a végösszeg nagyobb lehet 100%-nál). A vallási megoszlás a következő volt: római katolikus 36,7%, református 33,9%, görögkatolikus 15,5%, felekezeten kívüli 0,7% (11,9% nem válaszolt).
2022-ben a lakosság 93%-a vallotta magát magyarnak, 16,2% cigánynak, 0,9% ukránnak, 0,5% németnek, 0,2% románnak, ruszinnak és lengyelnek, 1,4% egyéb, nem hazai nemzetiségűnek (7% nem nyilatkozott; a kettős identitások miatt a végösszeg nagyobb lehet 100%-nál). Vallásuk szerint 25,6% volt római katolikus, 23,4% református, 10,6% görög katolikus, 1,8% egyéb keresztény, 0,1% ortodox, 3,9% felekezeten kívüli (34,3% nem válaszolt).

## Díszpolgárai
- Kovács Jánosné
- Vondorkovics János
- Juha József

## Nevezetességei
- Jármy-kúria és őspark, helyi védett épület, felújítva 2002
- Római katolikus templom: helyi védett épület, felújítva: 2002
- Görögkatolikus templom
- Református Imaház